# Atractus vertebrolineatus
Espèce
Atractus vertebrolineatus est une espèce de serpents de la famille des Dipsadidae.

## Répartition
Cette espèce est endémique du département de Norte de Santander en Colombie. 

## Publication originale
- Prado, "1940" 1941 : Notas ofiológicas. 8. Dois novos Atractus da Colombia. Memorias do Instituto Butantan, vol. 14, p. 25-28.